# 普列戈梅什
《普列戈梅什》（PreGomesh），是亞美尼亞女歌手西魯紹在2012年12月10日發佈的歌曲，靈感來自亞美尼亞音樂家科米塔斯搜集的民歌。

## 製作和內容
《普列戈梅什》揉合了傳統的亞美尼亞音樂和現代音樂，被認為是用嶄新的手法來探視傳統音樂。西魯紹在年少時聽過很多民歌，包括亞美尼亞音樂家舍拉姆的作品。在《普列戈梅什》的創作過程中，西魯紹研究了一首科米塔斯曾分析的民歌，幾乎閱讀了所有關於那首民歌的資料，並與反對以現代方式呈現科米塔斯音樂的專家會面，嘗試了解他們不支持這樣做的原因；事後，西魯紹把《普列戈梅什》的創作過程形容為一趟漫長的旅程。
《普列戈梅什》描寫一個堅強而叛逆的人。據西魯紹本人的解釋，「普列戈梅什」一詞是從科米塔斯的歌曲中聽出來的，「普列」（Պռե）解作「個性化的、受啟發的」，「戈梅什」（Գոմեշ）則是指水牛；水牛象徵勤勞、意志堅定和正義。
西魯紹曾在接受訪問時指出，現在的亞美尼亞少女常希望衣著能緊貼潮流，但她卻期望亞美尼亞少女能穿上原創和獨特的服裝，從而爭取在時裝界的發言權；有見及此，西魯紹決定在《普列戈梅什》的音樂影片中加入與潮流沒有衝突、但已被世人遺忘的傳統亞美尼亞服裝元素。根據西魯紹的網誌，她在製作音樂影片前嘗試把亞美尼亞傳統服裝的元素融入自己的日常衣服，以增進對亞美尼亞服裝的了解。

## 迴響和獎項
《普列戈梅什》為西魯紹贏得了多個國內外的獎項，被譽為成功之作。這首歌在發行後三星期打破了過去所有記錄，成為最多人觀賞的亞美尼亞影片（截至2013年1月）。截至2015年7月，《普列戈梅什》在iTunes Store得到5星的評分（滿分為5星），共有17名用戶參與了是次評等；有報導形容西魯紹的歌聲令人陶醉，而《普列戈梅什》的音樂影片有着帶來視覺震撼的場面，令人印象深刻。但是，有YouTube用戶發表評論，批評《普列戈梅什》的旋律，又質疑這首歌呈現科米塔斯精神的手法。
《普列戈梅什》在2013年舉行的亞美尼亞音樂頻道頒獎禮上奪得「年度最佳表演」和「年度最暢銷作品」的獎項。2014年，《普列戈梅什》被提名獲得世界音樂獎的「世界最佳音樂」和「世界最佳影片」獎項，西魯紹亦被提名為「世界最佳女藝人」，成為首個被提名競逐世界音樂獎的亞美尼亞藝人。

## 影響
唱片騎師納爾遜製作了《普列戈梅什》的重混版本，並在歐洲表演。摩爾多瓦歌手克里斯蒂娜·斯卡拉特在2014年發行了一首名為《狂野本性》的歌曲，其後更以這首歌參與2014年歐洲歌唱大賽；但是，此曲的音樂影片被認為與《普列戈梅什》十分相似，引來抄襲的指控，在網上惹起了激烈的爭議。
西魯紹也推出了一套名為「普列戈梅什」的時尚飾品，這些飾品都有着它們背後的意思，在亞美尼亞首都埃里溫的商鋪有售。以前，亞美尼亞少女身上很少會有當地傳統文化的細節；在「普列戈梅什」時尚飾品推出後，亞美尼亞人對傳統衣飾的需求上升，當地亦多了店舖提供這些產品，西魯紹把這個現象視為自己最大的成就。

## 外部連結
- YouTube上的Sirusho - PreGomesh | Սիրուշո - ՊռեԳոմեշ